# Dugesia taurocaucasica
Dugesia taurocaucasica is een platworm (Platyhelminthes). De worm is tweeslachtig. De soort leeft in of nabij het zoete water van de Krim en de Kaukasus.
Het geslacht Dugesia, waarin de platworm wordt geplaatst, wordt tot de familie Dugesiidae gerekend. De wetenschappelijke naam van de soort werd, als Euplanaria taurocaucasica, voor het eerst geldig gepubliceerd in 1951 door Livanov. Door Roman Kenk (1974) werd de soort als ondersoort van Dugesia gonocephala vermeld.